# Soraya Telles
Pour les articles homonymes, voir Telles.
Soraya Vieira Telles Teixeira (née le 6 septembre 1958 à Barbacena) est une athlète brésilienne, spécialiste du demi-fond. 

## Biographie

### Palmarès
| Date | Compétition                    | Lieu           | Résultat | Épreuve         | Performance     |
| ---- | ------------------------------ | -------------- | -------- | --------------- | --------------- |
| 1983 | Championnats d'Amérique du Sud | Santa Fe       | 2e       | 800 m           | 2 min 06 s 2    |
| 1985 | Championnats d'Amérique du Sud | Santiago       | 2e       | 800 m           | 2 min 06 s 30   |
| 1985 | Championnats d'Amérique du Sud | Santiago       | 1re      | 4 × 400 m       | 3 min 39 s 77   |
| 1986 | Championnats ibéro-américains  | La Havane      | 2e       | 800 m           | 2 min 01 s 55   |
| 1987 | Championnats d'Amérique du Sud | São Paulo      | 1re      | 800 m           | 2 min 07 s 71   |
| 1987 | Championnats d'Amérique du Sud | São Paulo      | 1re      | 1 500 m         | 4 min 29 s 9    |
| 1987 | Championnats d'Amérique du Sud | São Paulo      | 1re      | 4 × 400 m       | 3 min 38 s 13   |
| 1987 | Jeux panaméricains             | Indianapolis   | 3e       | 800 m           | 2 min 00 s 56   |
| 1988 | Championnats ibéro-américains  | Mexico         | 2e       | 800 m           | 2 min 02 s 00 A |
| 1988 | Championnats ibéro-américains  | Mexico         | 1re      | 1 500 m         | 4 min 28 s 91 A |
| 1988 | Championnats ibéro-américains  | Mexico         | 1re      | 4 × 400 m       | 3 min 29 s 22   |
| 1990 | Championnats ibéro-américains  | Manaus         | 1re      | 4 × 400 m       | 3 min 32 s 8    |
| 1992 | Championnats ibéro-américains  | Séville        | 1re      | 1 500 m         | 4 min 18 s 03   |
| 1993 | Championnats d'Amérique du Sud | Lima           | 1re      | 1 500 m         | 4 min 23 s 1    |
| 1993 | Championnats d'Amérique du Sud | Lima           | 1re      | 4 × 400 m       | 3 min 36 s 49   |
| 2000 | Championnats ibéro-américains  | Rio de Janeiro | 1re      | 3 000 m steeple | 10 min 49 s 52  |

#### National
- 2 titres au 1 500 m (1993, 1994)
- 1 titre au 3 000 m steeple (1999)[1].

### Records
| Épreuve         | Performance        | Lieu           | Date         |
| --------------- | ------------------ | -------------- | ------------ |
| 800 m           | 1 min 59 s 92      | Schwechat      | 15 juin 1988 |
| 1 500 m         | 4 min 10 s 07      | Leverkusen     | 28 juin 1988 |
| mile            | 4 min 30 s 05 (NR) | Bratislava     | 9 juin 1988  |
| 3 000 m steeple | 10 min 38 s 98     | Rio de Janeiro | 4 juin 1999  |